# Європейська книжкова премія
Європейська книжкова премія — літературна премія, якою від імені ЄС нагороджується автор найкращої книги, яка висловлює європейські цінності, і опублікована протягом року на одній з мов ЄС. Премія вручається в 2 категоріях: література та есе.
Премія заснована у Франції асоціацією Esprit d'Europe.
Преміальна нагородна становить €10000 в кожній категорії. Перших 2 роки нагорода становила €20000.

## Переможці
| Рік видання книги | Категорія  | Українська назва                                | Оригінальна назва                                              | Автор           | Громадянство автора |
| ----------------- | ---------- | ----------------------------------------------- | -------------------------------------------------------------- | --------------- | ------------------- |
| 2007              | Н/Д        | Сполученні Штати Європи                         | De Verenigde Staten van Europa: manifest voor een nieuw Europa | Гі Вергофстадт  | Бельгія             |
| 2008              | Н/Д        | Після війни. Європа після 1945 року             | Postwar                                                        | Тоні Джадт      | Велика Британія     |
| 2009              | Література | Ґоттленд                                        | Gottland                                                       | Маріуш Щиґел    | Польща              |
| 2009              | Есе        | Європа нульових                                 | L'Europe pour les Nuls                                         | Сильві Гулар    | Франція             |
| 2010              | Література | Очищення                                        | Puhdistus                                                      | Софі Оксанен    | Фінляндія           |
| 2010              | Есе        | Краса і пекло                                   | La bellezza e l'inferno                                        | Роберто Савіано | Італія              |
| 2011              | Література | Бережи своє серце готовим: НДР сімейної історії | Haltet euer Herz bereit: eine ostdeutsche Familiengeschichte   | Максим Лео      | Німеччина           |
| 2011              | Есе        | Ми з Єдвабне                                    | My z Jedwabnego                                                | Анна Біконт     | Польща              |